# L'Ajoupa-Bouillon
L'Ajoupa-Bouillon est une petite commune française du Nord de la Martinique comptant une population de 1 788 habitants (les Bouillonais) en 2012.

## Géographie

### Localisation
Perchée à 260 mètres d’altitude, L'Ajoupa-Bouillon est une commune essentiellement agricole et forestière située sur les contreforts de la montagne Pelée. Elle est ainsi le départ de nombreuses randonnées par les chemins de Trianon et de Morne Calebasse.
L'Ajoupa-Bouillon se situe à 39 km de Fort-de-France par la route de la Trace (RN 3).

## Urbanisme

### Typologie
L'Ajoupa-Bouillon est une commune rurale, car elle fait partie des communes peu ou très peu denses, au sens de la grille communale de densité de l'Insee,,,.
Par ailleurs la commune fait partie de l'aire d'attraction de Basse-Pointe, dont elle est une commune du pôle principal. Cette aire, qui regroupe 4 communes, est catégorisée dans les aires de moins de 50 000 habitants,.

## Toponymie
L'Ajoupa-Bouillon tiendrait son nom de Jean Gobert, sieur de Bouillon, originaire du Languedoc et installé dans la région du Marigot en Martinique, où il mourut en 1680. Il aurait fait construire au bord du chemin reliant le Morne-Rouge à Grande-Anse, un ajoupa (abri de fortune des Caraïbes) et refuge très apprécié des voyageurs.

## Histoire
Le quartier de L'Ajoupa-Bouillon, voie de passage entre le nord Atlantique et le nord Caraïbe ne cesse de grandir. En 1837, sous la monarchie de Juillet, L'Ajoupa-Bouillon se voit octroyer le statut municipal, lors de la mise en place de l'organisation coloniale. Il est considéré comme un hameau rattaché à la commune du Nord, composée de Macouba et de Basse-Pointe. En 1848, il forme une paroisse d'un millier d'âmes et se dote d'une église.
L'Ajoupa Bouillon obtint l'indépendance municipale et est érigée en commune par la loi du 11 janvier 1889. En août 1902, elle est durement touchée par l'éruption de la montagne Pelée et toute la zone doit être évacuée jusqu'en 1906. La commune qui n'a plus jamais retrouvé sa population de la fin du XIXe siècle compte aujourd'hui sur l'attrait nouveau pour les régions vertes.

## Politique et administration

### Liste des maires
| Période                                  | Période                     | Identité                 | Étiquette    | Qualité |
| ---------------------------------------- | --------------------------- | ------------------------ | ------------ | --- |
| 1929                                     | 1941                        | Eugène Magallon-Graineau |              | Avoué |
| 1941                                     | 1943                        | Denis Gros-Désormeaux    |              | |
| 1943                                     | 1947                        | Eugène Magallon-Graineau |              | |
| 1947                                     | 1971                        | Aristide Ductor          | SFIO         | Médecin Conseiller général du canton de L'Ajoupa-Bouillon (1958 → 1970)                                                                            |
| 1971                                     | 1995                        | Édouard Jean-Élie        | GRS puis PPM | Professeur d’espagnol Conseiller général du canton de L'Ajoupa-Bouillon (1976 → 2001)                                                              |
| 1995                                     | En cours (au 30 avril 2014) | Maurice Bonté            | DVD          | Directeur d'école Conseiller général du canton de L'Ajoupa-Bouillon (2001 → 2015) Vice-président du conseil général de la Martinique (2011 → 2015) |
| Les données manquantes sont à compléter. |                             |                          |              | |

## Population et société

### Démographie
L'évolution du nombre d'habitants est connue à travers les recensements de la population effectués dans la commune depuis 1961, premier recensement postérieur à la départementalisation de 1946. À partir de 2006, les populations de référence des communes sont publiées annuellement par l'Insee. Le recensement repose désormais sur une collecte d'information annuelle, concernant successivement tous les territoires communaux au cours d'une période de cinq ans. Pour les communes de moins de 10 000 habitants, une enquête de recensement portant sur toute la population est réalisée tous les cinq ans, les populations de référence des années intermédiaires étant quant à elles estimées par interpolation ou extrapolation. Pour la commune, le premier recensement exhaustif entrant dans le cadre du nouveau dispositif a été réalisé en 2004.

En 2022, la commune comptait 1 693 habitants, en évolution de −12,46 % par rapport à 2016 (Martinique : −4,11 %, France hors Mayotte : +2,11 %).
| 1961  | 1967  | 1974  | 1982  | 1990  | 1999  | 2009  | 2014  | 2019  |
| ----- | ----- | ----- | ----- | ----- | ----- | ----- | ----- | ----- |
| 1 647 | 1 855 | 1 864 | 1 731 | 1 739 | 1 761 | 1 723 | 1 871 | 1 756 |

| 2022  | - | - | - | - | - | - | - | - |
| ----- | - | - | - | - | - | - | - | - |
| 1 693 | - | - | - | - | - | - | - | - |

### Sports et loisirs
Équipement sportif : 
- Stade municipal de l'Ajoupa-Bouillon

Club sportif :
- Le Silver Star de l'Ajoupa-Bouillon, football, athlétisme.

## Économie
Les principales activités de L'Ajoupa-Bouillon sont agricoles : bananes, ananas, cultures vivrières et élevage. Chaque année, un rassemblement baptisé Convergences, célèbre les qualités naturelles de cette commune du nord et de l'intérieur de l'île. La commune compte aussi sur le tourisme vert.
Le taux de chômage, en 1999, pour la commune fut de 33,5 %.

## Culture locale et patrimoine

### Lieux et monuments
- Église de l'Immaculée-Conception : église de style baroque construite en 1848. L'édifice a été inscrit au titre des monuments historiques en 1993[11].
- Gorges de la Falaise : mini-gorges de la rivière Falaise que l’on peut remonter à pied.
- Saut Babin : cascade dans les gorges de la rivière Falaise.

### Personnalités liées à la commune
- Madeleine de Grandmaison, née au Morne Rouge, conseillère régionale de 1983 à 2010 et députée européenne de 2007 à 2009.